# Cena Josepha Breitbacha

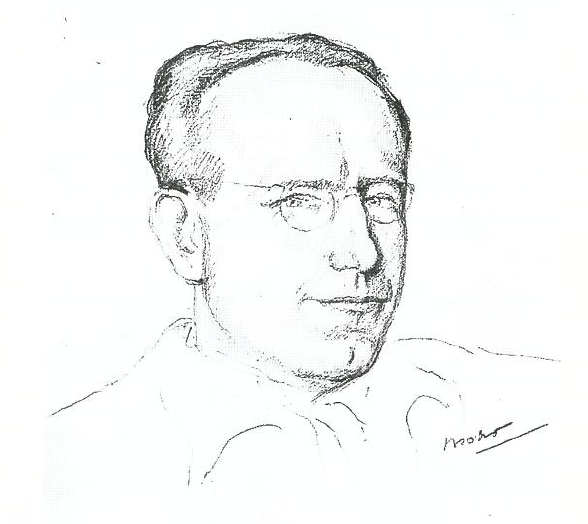
Podobizna Josepha Breitbacha

Cena Josepha Breitbacha, německy Joseph-Breitbach-Preis, je německá literární cena, pojmenována na počest spisovatele Josepha Breitbacha.
Je udělována každoročně od roku 1998 Akademií pro vědu a literaturu v Mohuči a Nadací Josepha Breitbacha ve Vaduzu německy píšícím autorům. Ocenění je dotováno částkou 50 000 eur.

## Nositelé
- 1998: Hans Boesch, Friedhelm Kemp, Brigitte Kronauerová[1]
- 1999: Reinhard Jirgl, Wolf Lepenies, Rainer Malkowski[1]
- 2000: Ilse Aichingerová, W. G. Sebald, Markus Werner[1]
- 2001: Thomas Hürlimann, Ingo Schulze, Dieter Wellershoff[1]
- 2002: Elazar Benyoëtz, Erika Burkart, Robert Menasse[1][2]
- 2003: Christoph Meckel, Herta Müllerová, Harald Weinrich[1]
- 2004: Raoul Schrott[1]
- 2005: Georges-Arthur Goldschmidt[1]
- 2006: Wulf Kirsten[1]
- 2007: Friedrich Christian Delius[1]
- 2008: Marcel Beyer[1]
- 2009: Ursula Krechel[1]
- 2010: Michael Krüger[1]
- 2011: Hans Joachim Schädlich[1]
- 2012: Kurt Flasch[1]
- 2013: Jenny Erpenbeck[1]
- 2014: Navid Kermani[1]
- 2015: Thomas Lehr[1]
- 2016: Reiner Stach[3]
- 2017: Dea Loher
- 2018:	Arno Geiger
- 2019:	Thomas Hettche
- 2020: Nora Bossong
- 2021: Karl-Heinz Ott
- 2022: Natascha Wodin
- 2023: Marion Poschmannová